# Klusiwka
Klusiwka (ukr. Клюсівка) – wieś na Ukrainie, w obwodzie połtawskim, w rejonie połtawskim. W 2001 liczyła 570 mieszkańców, spośród których 533 posługiwało się językiem ukraińskim, a 37 rosyjskim.